# 宝镜湾遗址
宝镜湾遗址位于广东省珠海市金湾区南水镇高栏岛西南部的宝镜湾（中海油珠海公司高栏湾石化仓储区内），是一处沙丘连山岗遗址，2006年被列为第六批全国重点文物保护单位。
宝镜湾遗址1997年至2000年间进行了一次试掘和三次发掘，出土了大量新石器时代晚期至商周时期的陶器、石器、玉器、水晶器等遗物及居住遗迹。遗址附近还发现了五处七幅摩崖石刻，包括“藏宝洞”三幅，“大坪石”、“太阳石”各一幅。摩崖石刻画应是新石器时代晚期至青铜时代的产物，是南越古先民的生活写照或图腾崇拜。